# Hetvehely
Hetvehely is een plaats (község) en gemeente in het Hongaarse comitaat Baranya. Hetvehely telt 497 inwoners (2001).